# Sideia
Sideia is een eiland in Papoea-Nieuw-Guinea. De oppervlakte is 89 km² en het hoogste punt is 377 m.
De volgende zoogdieren komen er voor:
- Polynesische rat (Rattus exulans) (geïntroduceerd)
- Zwarte rat (Rattus rattus) (geïntroduceerd)
- Phalanger intercastellanus (onzeker)
- Paramelomys moncktoni
- Melomys rufescens
- Rattus mordax
- Mozaïekstaartrat (Uromys caudimaculatus) (onzeker)
- Dobsonia magna
- Macroglossus minimus
- Nyctimene major
- Pteropus hypomelanus
- Rousettus amplexicaudatus
- Syconycteris australis